# Бухачени (Ботошани)
Бухачени (рум. Buhăceni) насеље је у Румунији у округу Ботошани у општини Трушешти. Oпштина се налази на надморској висини од 83 m.

## Становништво
Према подацима из 2002. године у насељу је живело 757 становника, од којих су сви румунске националности.